# Chris Barnard
Pour les articles homonymes, voir Barnard.
Christiaan Johan Barnard, connu sous le nom de Chris Barnard, né à Nelspruit (dans le Transvaal, en Afrique du Sud) le 15 juillet 1939 et mort à Pretoria le 28 décembre 2015, est un écrivain sud-africain dont l'œuvre est rédigée en afrikaans. Il est aussi scénariste et producteur pour le cinéma.

## Biographie
Chris Barnard étudie à l'université de Pretoria, puis demeure en Europe. Il écrit des histoires courtes, des pièces de théâtre, des pièces radiophoniques et des romans, et est, en outre, directeur de productions télévisuelles. Il est lauréat de plusieurs prix littéraires, dont le Central News Agency Literary Award (CNA Prize) pour Bekende onrus (1961), Duiwel-in-die-bos (1968) et Moerland (1993). Son roman Mahala (1971) est un classique de la littérature afrikaans.

## Œuvre

### Prose
- Bekende onrus, roman (1961)
- Die houtbeeld, nouvelle (1961)
- Boela van die blouwater, roman pour la jeunesse (1962)
- Man in die middel, roman (1963)
- Dwaal, nouvelle (1964)
- Die swanesang van majoor Sommer, nouvelle (1965)
- Duiwel-in-die-bos, récits courts (1968)
- Mahala, roman (1971)
- Chriskras, récits courts et sketches (1972)
- Danda, roman pour la jeunesse (1974)
- Chriskras: 'n tweede keur, récits courts et sketches (1976)
- Danda op Oudeur, roman pour la jeunesse (1977)
- So onder deur die maan: Chriskras 3, récits courts et sketches (1985)
- Voetpad na Vergelegen, roman pour la jeunesse (1987)
- Klopdisselboom – die beste van Chriskras, récits courts et sketches (1988)
- Moerland, roman (1992)
- Boendoe, roman (1999)
- Oulap se blou, récits courts (2008)